# À rude école

À rude école (titre original : Richard Bolitho, Midshipman) est un roman de Douglas Reeman publié sous le pseudonyme d'Alexander Kent en 1975.

## Résumé
En 1773, à Porstmouth, Richard, 16 ans, navigue depuis 4 ans et est aspirant sur la Gorgonne avec Martyn. Près de l'Afrique, ils vainquent des pirates. En 1776, ils reviennent dans les Cornouailles. Le cadavre du percepteur est retrouvé sur la cote. Ils sont placés sous les ordres de Hugh, frère de Richard, capitaine d'un cotre, qui enquête sur le crime. Richard est blessé par les contrebandiers. Dans un deuxième affrontement, ils capturent des contrebandiers, mais Martyn est pris en otage puis libéré. Il en a reconnu un : Vyvyan, confirmé par un habitant. Ils poursuivent les contrebandiers en mer et tuent Vyvyan.